# 劉テイ (明)
劉 綎（りゅう てい、嘉靖37年（1558年）  - 万暦47年3月4日（1619年4月17日））は、明末の武将。字は省吾。もとの姓は龔。本貫は南昌府南昌県高田。父は倭寇を討伐したことで知られる劉顕。綽名として劉大刀とも呼ばれた。

## 経歴

### 父から軍閥を継承
父の劉顕に似て幼少の頃より勇敢であり、万暦元年（1573年）、父に従って四川叙州府で先陣を切って九絲蛮の酋長を討ち取るなど軍功を重ねた。万暦9年（1582年）の冬に父が死ぬと、四川の家丁を継承して軍閥を指揮した。

### タウングー王朝の雲南侵入
タウングー王朝をバインナウン（莽応龍）から継いだ子のナンダバイン（莽応里）は、漢人の岳鳳の手引きで明の雲南地方に侵入。これに対して万暦11年（1583年）に劉綎は騰越游撃として鄧子龍らと共にタウングー軍の侵入を防いだ。その後も内乱の鎮圧などで功績を立てた。
万暦13年（1585年）冬、雲南曲靖府羅雄州で者継栄の反乱がおきると、巡撫の劉世曽の檄に応じてこれを鎮めた。

### 万暦朝鮮の役（文禄・慶長の役）
万暦20年（1592年）第一次朝鮮の役（文禄の役）が始まると、副総兵として四川兵を中心とする5,000の家丁を率いて朝鮮へ来援し、万暦21年（1593年）4月末に鴨緑江を渡って本隊と合流した。この頃、既に日本軍は漢城から南方へ退いていたため、劉綎・査大受・祖承訓らは尚州の鳥嶺を通り、大丘から忠州まで進出した。この頃、日本側が第2次晋州城の戦いにより活発に作戦して全羅道に迫ったことに対応して、総兵の李如松は南原に李平胡・査大受、咸陽に祖承訓・李寧、陜川に劉綎を配置して守備させた。その後、戦局は和平交渉のために膠着した。9月に明朝廷は宋応昌と李如松を帰国させたが、副総兵の劉綎・游撃の呉惟忠ほか7600人を朝鮮に駐留させ、劉綎の軍は朝鮮陸水軍も指揮下に入れて日本軍と対峙した。万暦22年（1594年）春には、明側の沈惟敬－小西行長のラインとは別に劉綎から朝鮮僧の惟政を介して加藤清正に別ルートで交渉を行っている。その後、劉綎が一時帰国するのは万暦22年（1594年）7月9日のことだった。宋応昌の帰国により朝鮮軍務経略が顧養謙になると両名は前後して帰国した。
休戦期も朝鮮に留まり、第二次朝鮮の役（慶長の役）では総兵に昇進して三路のうち西路軍の大将として、万暦26年（1598年）順天倭城の戦いにおいて水軍を率いた陳璘と共に水陸から順天城を攻撃したが被害を多く出して敗退した。三路のうち東路軍も第二次蔚山城の戦いで日本軍に撃退され、中路軍に至っては泗川の戦いで大敗を喫し壊滅的被害を受けていた。しかし、豊臣秀吉が死去したことにより撤退命令が小西ら日本軍に伝えられると、再び順天倭城を包囲したが、守将の小西らと劉綎は和議を結び、劉綎は一族の劉天爵を日本軍に人質として送り撤退を促した。日本軍が撤退した後、劉綎は無人の順天倭城を接収した。

### 楊応龍の乱
その後の万暦27年（1599年）に起きた四川播州の楊応龍の乱でも活躍した。しかし万暦44年（1616年）に地方官を殴打する事件を起こし、更迭されて地元の南昌へ帰った。

### サルフの戦い
後金との戦いが起きると、万暦46年（1618年）に遼東総兵官に再起用された。万暦47年（1619年）、サルフの戦いでは朝鮮からの援軍を含む東南路軍を指揮して、ヌルハチの本拠地ヘトゥアラ（赫図阿拉、興京）を包囲する一角として北上した。しかし、馬林の北路軍と杜松の西路軍が各個撃破されてしまい、全軍を指揮する楊鎬は残る李如柏の南路軍と劉綎の東南軍に退却を命じたが、既に敵地深く進攻していた東南軍には届かず、3月4日にヌルハチの次男のダイシャンの軍とアブダリで遭遇し、別働のホンタイジや部将のフルハンによる三面包囲を受けて東南路軍は壊滅し、劉綎も戦死した。享年62。なお、少し遅れていた姜弘立の朝鮮軍は、攻撃で孤立した後に後金軍に降伏した。清が天下統一すると、劉綎は忠壮と諡された。

## 逸話
- 常に120斤の刀を馬上で振り回して突撃したことから「劉大刀」と綽名された。
- 劉綎は家丁と呼ばれる私兵集団を経営し、転戦先でも戦力になる者は順次配下に組み入れて戦力とした。配下には出身の四川の者が多かったが、他にも国内全土や敵地のビルマや日本の異民族出身者も含めて常に2,000人ほどの家丁が従っていた。文禄・慶長の役で配下とした降伏日本兵（降倭）から鉄砲隊を組織して次の楊応龍の乱に投入して戦果を挙げている。